# Rối loạn nhân cách ái kỷ
Rối loạn nhân cách ái kỷ, hay còn gọi là vĩ cuồng, (tiếng Anh: narcissistic personality disorder, viết tắt là NPD đặt theo tên Narcissus) là một bệnh lý rối loạn nhân cách có đặc trưng là việc thường xuyên phóng đại tầm quan trọng của bản thân, khao khát được mọi người ngưỡng mộ và thiếu sự đồng cảm với người khác. Người mắc NPD thường dành nhiều thời gian mơ mộng về việc có được quyền lực và thành công, đồng thời cảm thấy bị đối xử bất công vì chưa thể đạt được điều đó. Các triệu chứng này thể hiện một lối suy nghĩ mang tính ám ảnh và cách nhìn nhận bản thân không ổn định, và thường có mục đích bù đắp cho cuộc sống không được như ý ở thực tại. Những hành vi ái kỷ như vậy thường khởi phát từ đầu độ tuổi trưởng thành và xuất hiện trong nhiều bối cảnh khác nhau. Trong vài năm trở lại đây, những người được chẩn đoán là mắc NPD đã lên tiếng về sự kỳ thị đối với căn bệnh trên các phương tiện truyền thông, cũng như về mối liên hệ giữa căn bệnh với việc bị lạm dụng lúc nhỏ.
Nguyên nhân dẫn đến rối loạn nhân cách ái kỷ vẫn chưa được tìm ra, nhưng được cho là có liên hệ với một số loại chấn thương tâm lý nhất định. Theo Cẩm nang Chẩn đoán và Thống kê Rối loạn Tâm thần (DSM) do Hiệp hội Tâm thần học Hoa Kỳ xuất bản, NPD được xếp vào các rối loạn nhân cách nhóm B. NPD được chẩn đoán bởi một chuyên gia y tế bằng cách phỏng vấn người cần chẩn đoán. NPD không nên bị nhầm lẫn với trạng thái hưng cảm và rối loạn sử dụng chất gây nghiện.
Các liệu pháp điều trị rối loạn nhân cách ái kỷ vẫn chưa được nghiên cứu rõ ràng. Việc trị liệu tâm lý thường gặp khó khăn bởi người mắc NPD thường không xem các vấn đề của họ là triệu chứng bệnh cho dù họ cảm thấy phiền muộn về tinh thần. Người bệnh NPD cũng có thể mắc các bệnh tâm lý đồng diễn khác, khiến việc xác định các triệu chứng trở nên khó khăn. Khoảng 1% dân số thế giới được cho là mắc NPD. Bệnh xảy ra ở nam giới nhiều hơn ở nữ giới, và thường xuất hiện ở người trẻ tuổi thay vì người lớn tuổi. Khái niệm nhân cách ái kỷ được miêu tả lần đầu tiên bởi nhà phân tích tâm lý Robert Waelder vào năm 1925. Tên gọi rối loạn nhân cách ái kỷ được đặt bởi Heinz Kohut vào năm 1968.

## Nguyên nhân
Theo Groopman và Cooper thì nguyên nhân gây nên rối loạn này không rõ ràng. Tuy nhiên, các yếu tố sau đây được các nhà nghiên cứu xem như là những khả năng gây bệnh:
- Một tính cách quá nhạy cảm từ khi sinh là hình thái triệu chứng mãn tính chính.
- Hay được người lớn khen ngợi hoặc đánh giá cao về những khả năng hoặc vẻ bề ngoài quá đặc biệt.
- Sự ca ngợi một cách quá mức sẽ dẫn đến sự mất cân bằng với những phản hồi thực tế.
- Khen quá nhiều những hành động tốt hoặc chỉ trích thái quá những hành động xấu của trẻ em.
- Cha mẹ quá nuông chiều hoặc đánh giá quá cao con cái.
- Cảm giác bị la mắng gay gắt ở thời thơ ấu.
- Bị cha mẹ chăm sóc một cách hời hợt hoặc tạo cảm giác không tin cậy vào mình.
- Xem sự yêu quý của bố mẹ như là một chuẩn mực để quy định sự yêu quý của người khác dành cho mình.

Một số đặc điểm trên khá phổ biến và xuất hiện trong những giai đoạn phát triển bình thường. Nhưng khi những đặc điểm này kết hợp với một sự thất bại trong môi trường tập thể và tiếp tục vào tuổi trưởng thành, các tính cách này có thể phát triển một cách mạnh mẽ dẫn đến chứng rối loạn nhân cách ái kỷ. Một số chuyên gia tâm lý theo trường phái Freud tin rằng nguyên nhân của rối loạn này là một hậu quả đã được định hình ở thời kỳ trẻ thơ. Nếu một đứa trẻ từ 3 đến 7 tuổi không được công nhận tài năng của nó, thì nó sẽ không bao giờ mắc phải chứng rối loạn nhân cách ái kỷ.
Một nghiên cứu năm 1994 thực hiện bởi Gabbard và Twemlow báo cáo rằng trong lịch sử của tội loạn luân, đặc biệt là loạn luân mẹ - con trai có liên quan đến chứng rối loạn nhân cách ái kỷ ở một số bệnh nhân nam.

## Tiêu chuẩn chẩn đoán
Thường xuất hiện lúc bắt đầu trưởng thành trong nhiều hoàn cảnh khác nhau và có ít nhất 5 trong các biểu hiện dưới đây (Theo Cẩm nang Chẩn đoán và Thống kê Rối loạn tâm thần của Mỹ: DSM – IV):
1. Tự cao tự đại về tầm quan trọng của mình (cường điệu các công việc và khả năng của mình, luôn muốn được xem là bề trên một cách không tương xứng với khả năng bản thân...)
2. Cuốn hút bởi ảo tưởng về sự thành đạt và quyền lực
3. Tin tưởng rằng mình là người đặc biệt và duy nhất
4. Thèm muốn mãnh liệt được ngưỡng mộ
5. Ý nghĩ phải được phục vụ một cách đặc biệt và thỏa mãn một cách vô điều kiện các ước vọng
6. Tận dụng những mối quan hệ để phục vụ các mục tiêu bản thân.
7. Thiếu sự đồng cảm: không nhận thức và chia sẻ tình cảm, nguyện vọng của người khác.
8. Luôn đố kỵ với người khác và tin rằng người khác cũng sẽ đố kỵ mình
9. Có thái độ, hành vi kiêu căng

### Chẩn đoán phân biệt
- Hysteria: Cũng thích được ngưõng mộ nhưng ở người Hystérie cảm xúc cường điệu hóa, bi kịch hóa.
- Rối loạn nhân cách chống xã hội: cũng muốn thỏa mãn ước vọng vô điều kiện nhưng ở đây kèm thêm sự coi thường mọi chuẩn mực pháp luật và xã hội.
- Tâm thần phân liệt hoang tưởng: ý tưởng tự cao mang nét hoang tưởng.[11]

## Dịch tễ học
Tỷ lệ mắc bệnh suốt đời trong dân số nói chung là 1% và dao động từ 2% đến 16% trong các bệnh nhân lâm sàng (tức là những người đến khám ở các khoa tâm thần). 50% - 75% người mắc là nam giới. Trong một cuộc khảo sát khác được tiến hành ở Mỹ từ giữa năm 2004 đến 2005 bằng cách phỏng vấn trực tiếp mặt đối mặt với 34.653 người trưởng thành cho thấy tỷ lệ mắc bệnh suốt đời lên tới 6,2% trong đó nam giới là 7,7% còn nữ giới ít hơn gần một nửa chỉ có 4,8%. Những người có nguy cơ cao bao gồm (kết quả chỉ giới hạn trong xã hội Hoa Kỳ - vì nghiên cứu này chỉ được thực hiện ở đây):
- Người trẻ tuổi
- Người đã ly thân, ly dị, góa bụa hoặc chưa bao giờ lập gia đình
- Phụ nữ gốc Tây Ban Nha và Bồ Đào Nha

### Bệnh kết hợp
Một số bệnh thường kết hợp với nhân cách yêu mình thái quá:
| Bệnh kết hợp                    | Phần trăm khả năng |
| ------------------------------- | ------------------ |
| Rối loạn nhân cách kịch tính    | 53%                |
| Rối loạn nhân cách ranh giới    | 47%                |
| Rối loạn nhân cách hoang tưởng  | 36%                |
| Rối loạn nhân cách tránh né     | 36%                |
| Rối loạn nhân cách chống xã hội | 16%                |
| Trầm cảm                        | 4%                 |
| Rối loạn lo âu                  | 3%                 |

Theo Moreover và Zukermann thì khi kết hợp với NPD, các triệu chứng của bệnh rối loạn lo âu và trầm cảm có chiều hướng tăng nặng. Ronningstam chỉ ra thêm rằng rối loạn nhân cách ranh giới (BPD) khi kết hợp với rối loạn nhân cách ái kỷ sẽ khiến cho người bệnh có xu hướng tự sát cao hơn so với trường hợp chỉ mắc BPD.